# Hendrik Anthony Kramers

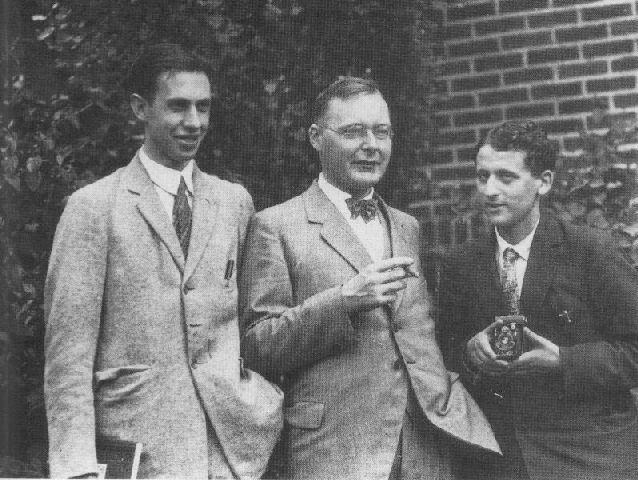
Hendrik Anthony Kramers (Mitte) mit George Uhlenbeck (links) und Samuel Goudsmit (rechts). Leiden, um 1928

Hendrik Anthony Kramers, genannt Hans, (* 17. Dezember 1894 in Rotterdam; † 24. April 1952 in Oegstgeest) war ein niederländischer Physiker.

## Werdegang
Kramers studierte ab 1912 theoretische Physik an der Universität in Leiden, vor allem bei Paul Ehrenfest. 1916 promovierte er in Leiden mit der Schrift Intensities of Spectral Lines. In Kopenhagen arbeitete er als Mitarbeiter von Niels Bohr an der Quantentheorie. 1924 wurde er Privatdozent am Institut für Theoretische Physik in Göttingen.
Zusammen mit Niels Bohr und John C. Slater veröffentlichte er die Arbeit «The quantum theory of radiation» (BKS-Theorie), in der die strenge Gültigkeit des Energieerhaltungssatzes in der Quantentheorie in Frage gestellt wurde, um die Quantentheorie des elektromagnetischen Feldes mit den Vorstellungen der älteren Quantentheorie in Übereinstimmung zu bringen. Wenig später wurde die Theorie allerdings durch Experimente widerlegt. Kramers ist durch viele Beiträge zur theoretischen Physik bekannt, was sich unter anderem in den Benennungen WKB-Näherung, Kramers-Kronig-Relation und Kramers-Theorem ausdrückt.
1926 wurde er Professor für Theoretische Physik an der Universität Utrecht, wo er unter anderem einen speziellen Formalismus für die Theorie der Multiplettstruktur der Spektren entwickelte (1930). 1934 erfolgte dann ein Ruf an die Universität Leiden, wo er Nachfolger von Paul Ehrenfest wurde.
Seit 1929 war er (mit einer Unterbrechung im Zeitraum 1942 bis 1945) Mitglied der Königlich Niederländischen Akademie der Wissenschaften. 1946 wurde er assoziiertes Mitglied der Königlichen Akademie von Belgien und 1947 korrespondierendes Mitglied der Académie des sciences. 1951 wurde er zum Ehrenmitglied (Honorary Fellow) der Royal Society of Edinburgh gewählt.
Er heiratete 1920 Anna Petersen, mit der er drei Töchter und einen Sohn hatte.
Zu seinen Doktoranden zählt Dirk ter Haar.
Der Mondkrater Kramers wurde 1970 nach ihm benannt.